# Le Talon de fer de l'oligarchie
Pour plus de détails, voir Fiche technique et Distribution.
Le Talon de fer de l'oligarchie (Железная пята олигархии) est un film russe réalisé par Alexandre Bachirov, sorti en 1999,.
C'est une adaptation du roman américain de Jack London Le Talon de fer, publié en 1908.

## Fiche technique
- Titre original : Железная пята олигархии, Jeleznaia piata oligarkhii
- Titre français : Le Talon de fer de l'oligarchie[3]
- Photographie : Vladimir Bryliakov, Sergeï Lando
- Musique : Evgeni Fedorov
- Décors : Vladimir Svetozarov, Lioudmila Romanovskaia, Ekaterina Chapkaïts
- Montage : Olga Andrianova